# Riquet (metrostation)
Riquet er en station på linje 7 i metronettet i Paris, beliggende i 19. arrondissement. Stationen blev åbnet 5. november 1910.
Stationen er opkaldt efter den franske ingeniør Pierre-Paul Riquet (Béziers, (1609) – Toulouse, 1680). Han designede og stod for bygningen af Canal du Midi fra 1666 af. Hans sønner fuldførte kanalen i 1681.
I nærheden af stationen ligger blandt andet Canal de l'Ourcq som ender i Bassin de la Villette (en kunstig indsø), og gaden Rue d'Aubervilliers.

## Trafikforbindelser
- RATP